# Pușcă cu repetiție

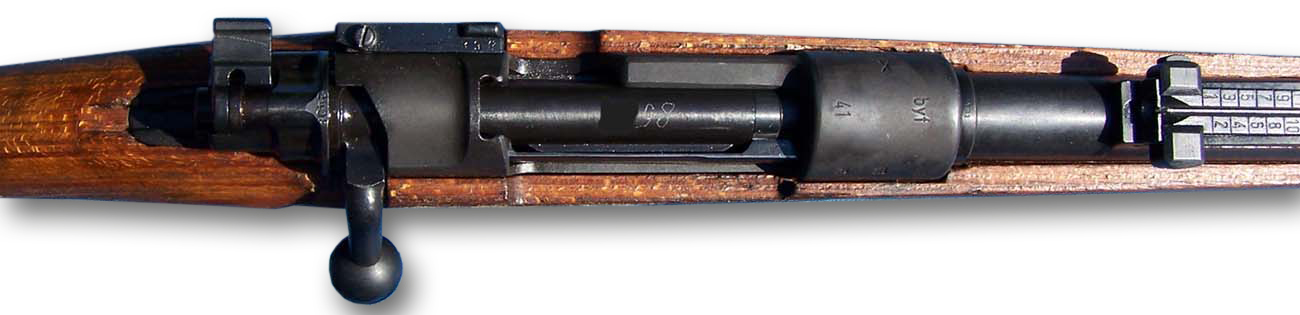
Detaliu zăvorului unei puști Mauser K98.

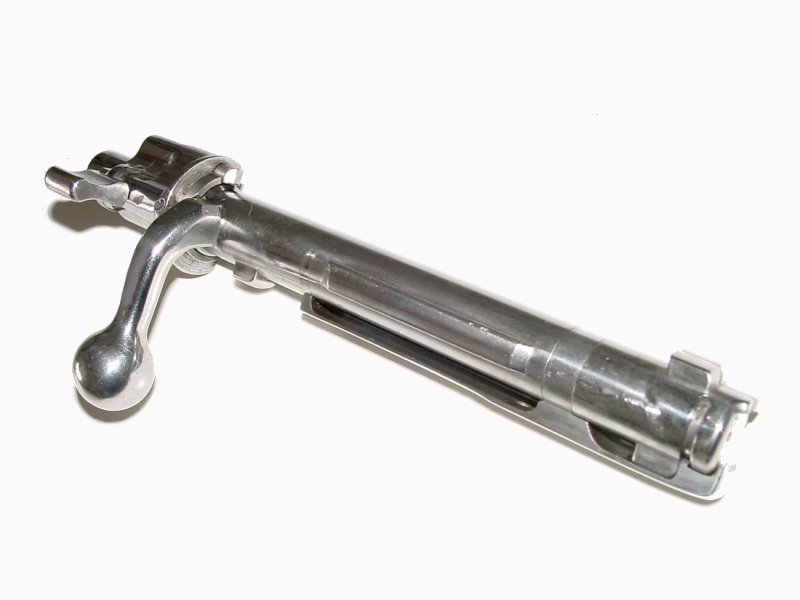
Zăvorul unei Gewehr 98.

O pușcă cu zăvor este o armă de foc care se încarcă prin acționarea mânerului a zăvorul puștii or carabinei. Se numește de această formă, deoarece seamănă cu zăvorul folosit pentru închiderea unei uși.
Pentru a încărca această armă, se deschide zăvorul, se introduce cartușul în chiulasă și se închide zăvorul. Odată ce s-a tras, din nou se deschide zăvorul și tubul gol este ejectat de formă automată.
Chiar dacă în secolul XXI pușca cu zăvor a fost în general substituită de către puștile semiautomatice și pușcă de asalt, încă este modelul preferat pentru armele de precizie, precum pușca de lunetist și acele folosite în tir sportiv și vânătoare, deoarece sunt mai simple de produs, dezasamblat si asamblat.
Acest mecanism se mai găsește la unele puști cu alice și pistoale pentru tir sportiv.

## Istorie

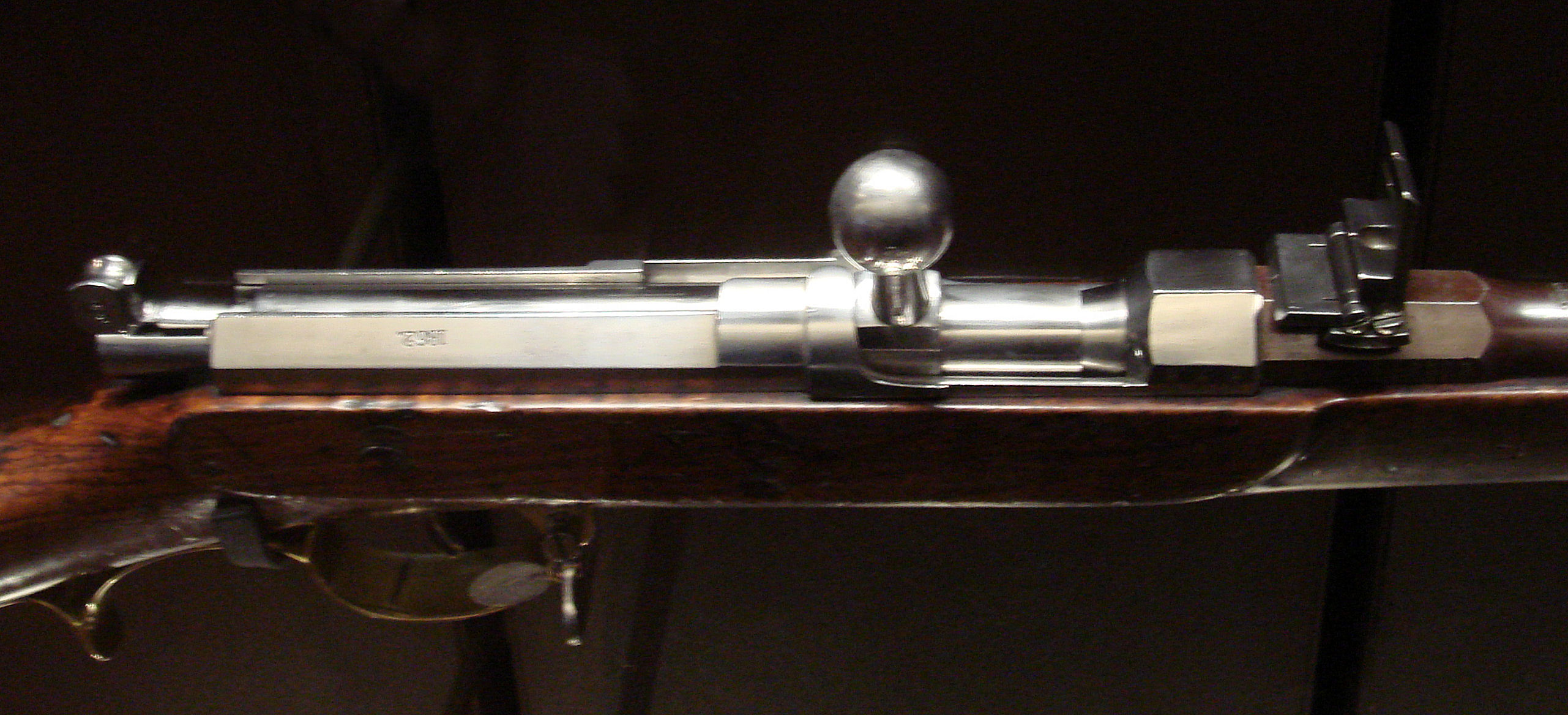
Detaliu a zăvorului unei puști Dreyse, model din 1865.

Primele arme cu zăvor datează de la începutul secolului XIX, printre acestea pușca Dreyse, fabricată în 1824 de către Johann Nikolaus Dreyse (1787-1867) și care va fi folosită ca armă militară în 1864. De la sfârșitul secolului XIX și până la cele două războaie mondiale, pușca cu zăvor devenise arma de infanterie standard pentru majoritatea armatelor din lume.

## Tipuri de zăvor
Principalele mecanisme de zăvor sunt cele de la Mauser, Lee-Enfield și Mosin-Nagant.

### Mauser

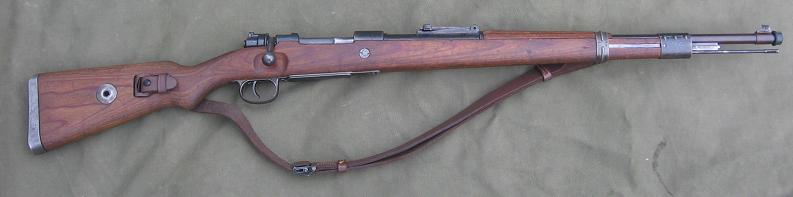
Pușca Mauser Kar 98k.

Pușca Gewehr 98, folosita de soldații germani în Primul Război Mondial și care avea o țeavă prea lungă, a fost modificată și fabricată cu denumirea de Mauser Kar 98k.

### Lee-Enfield
Zăvorul puștii Lee-Enfield, adoptată în 1889, a permis diverse adaptări și a fost folosit înainte de Al Doilea Război Mondial cu precădere pentru tir sportiv și vânătoare. După război, puștile SMLE Mk III au devenit puști de vânătoare ieftine.

### Mosin-Nagant
Creat în 1891, zăvorul puștii Mosin-Nagant este foarte diferit de modelele Mauser și Lee-Enfield.

### Zăvor liniar
O variantă a acestui mecanism este zăvorul liniar, la care nu este necesară rotirea zăvorului înainte de a-l deschide. Într-o pușcă cu zăvor liniar, operația de reîncărcare se reduce la a trage înapoi mânerul zăvorului pentru a ejecta tubul gol din chiulasă, după aceea împingându-l înainte pentru a introduce un nou cartuș în chiulasă. Puștile care folosesc acest tip de zăvor sunt Schmidt-Rubin elvețiană, Ross canadiană, Mannlicher M1895 austro-ungară și carabina elvețiană K31.

## Galerie

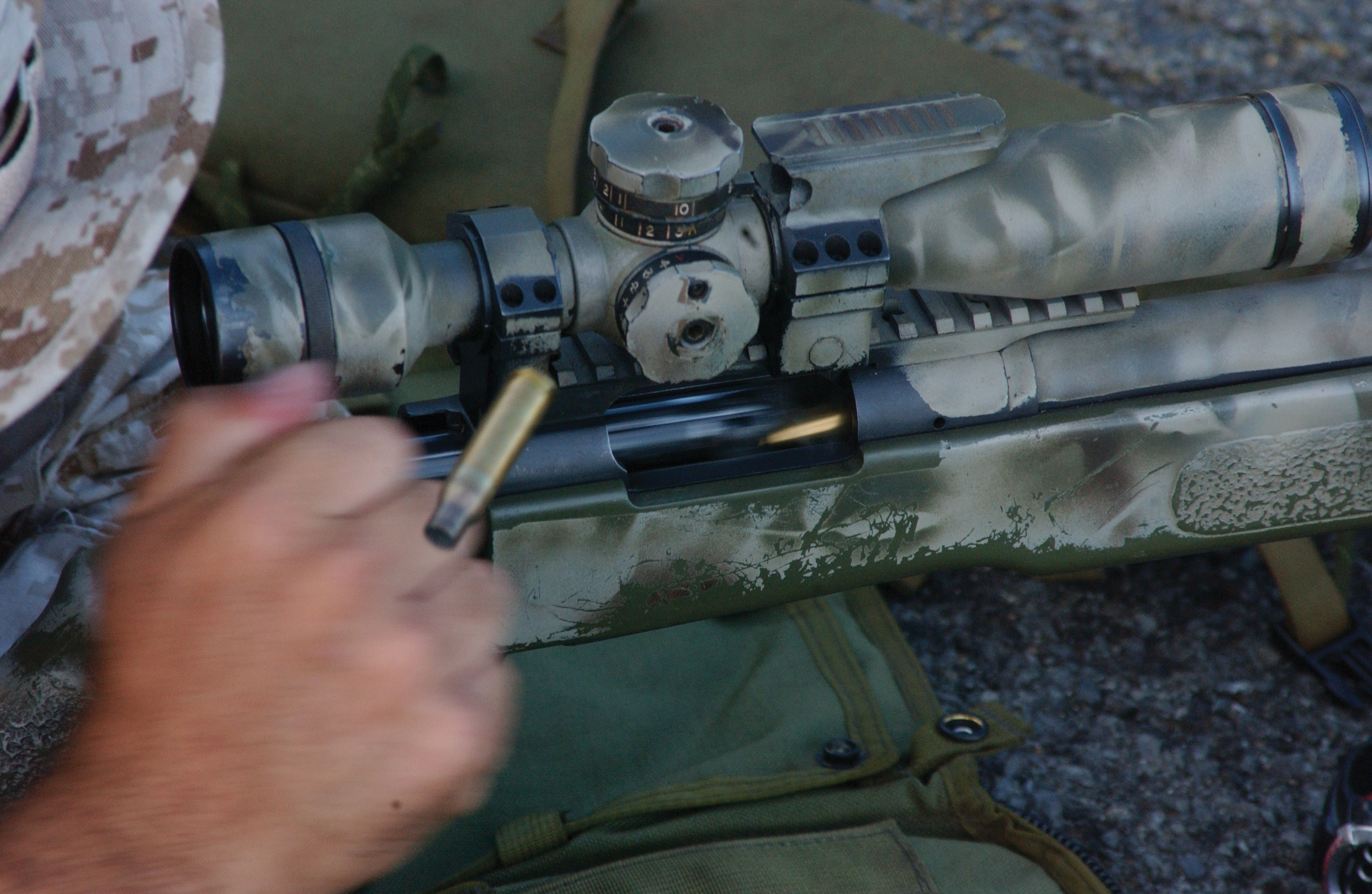
Lunetist american înarmat cu un M40.
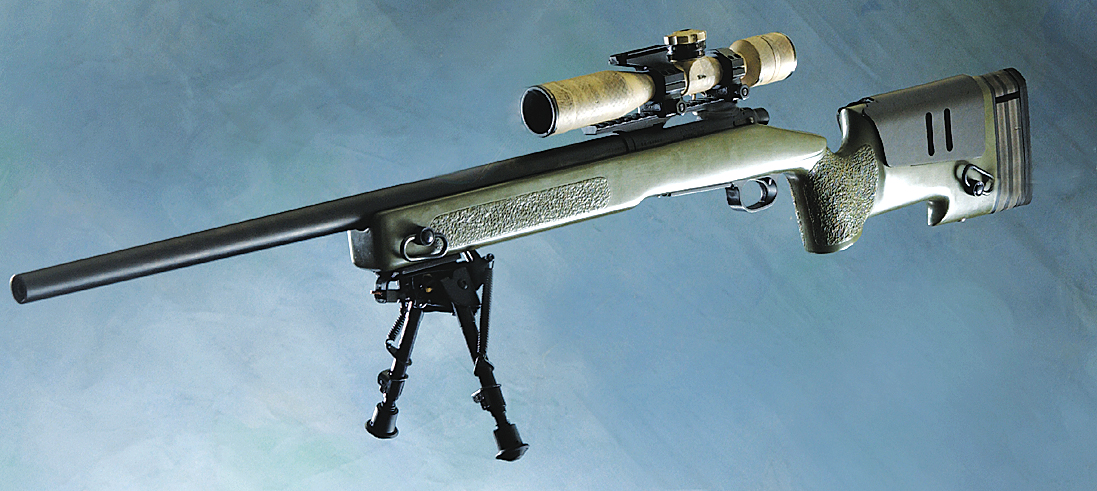
M40.
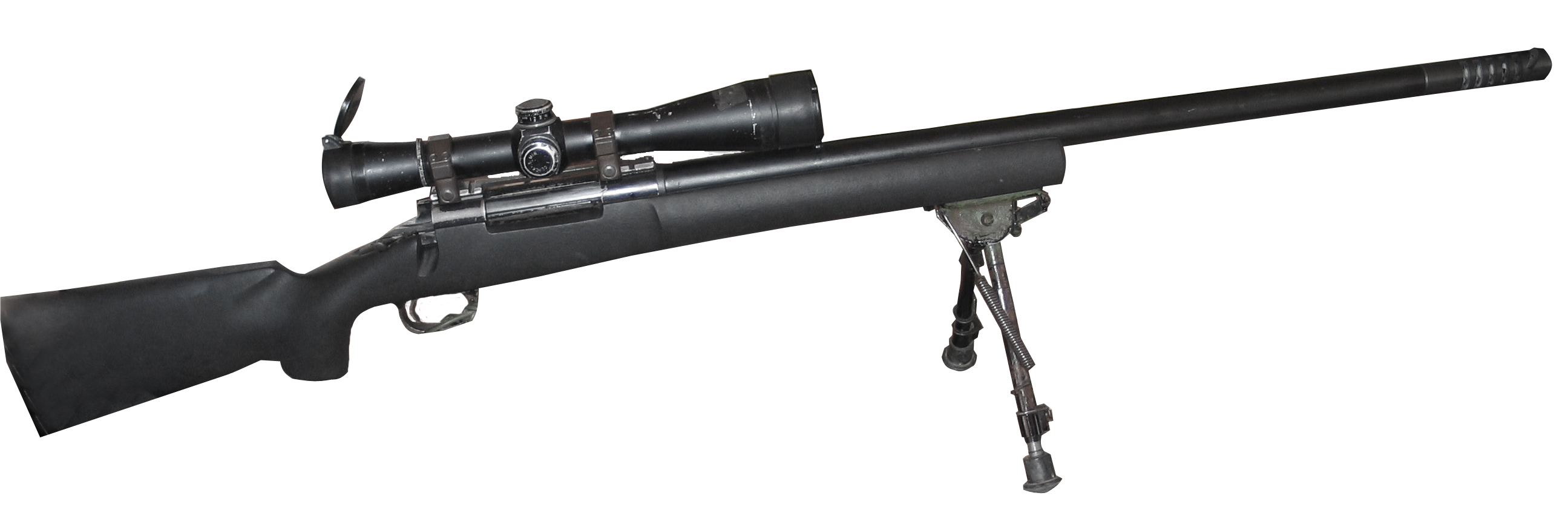
M24.
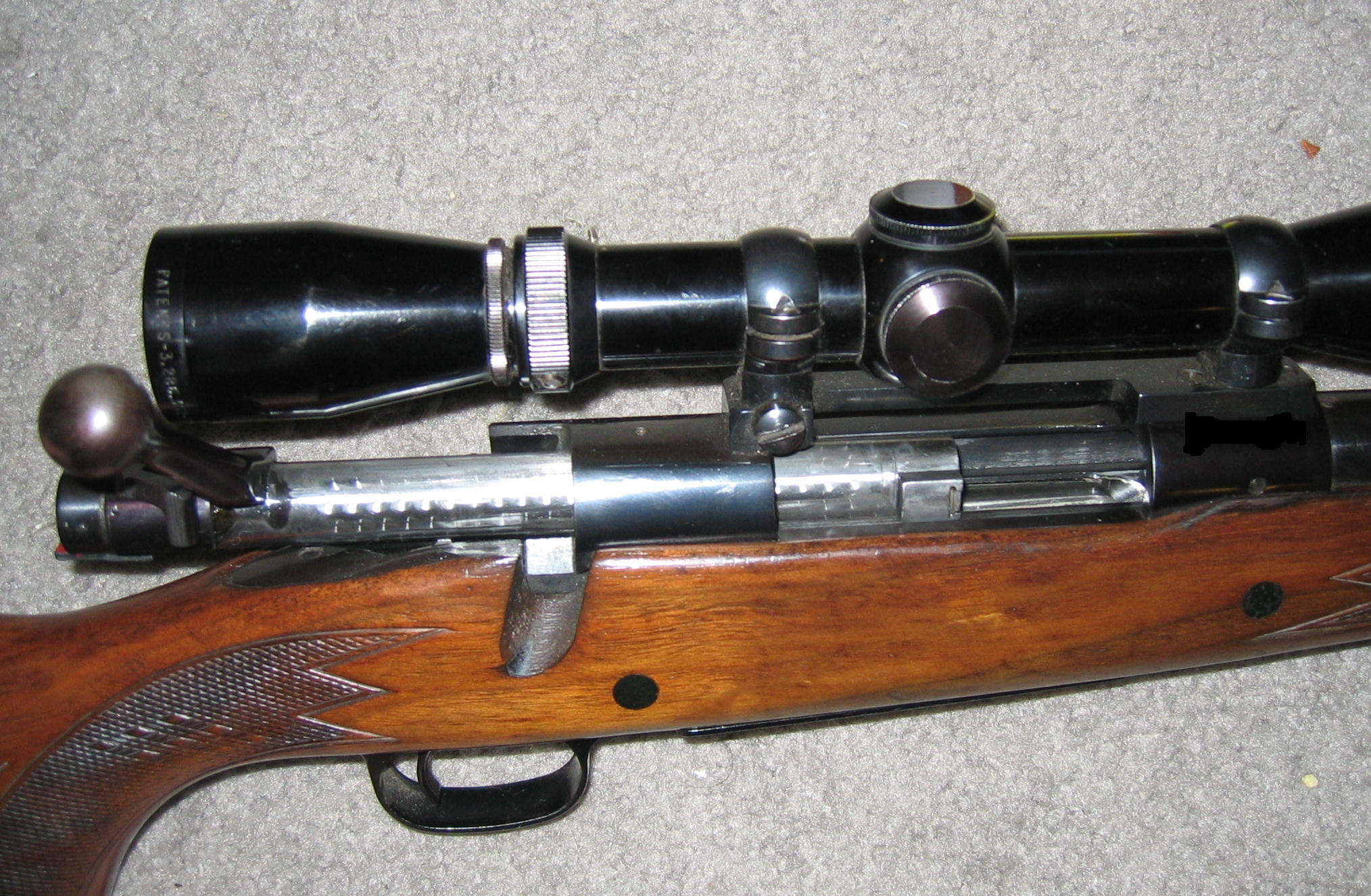
Zăvorul deschis al unei puști Winchester Model 70.

## Exemple
- Gewehr 98
- Mauser Kar 98k.
- Mosin-Nagant
- Lee-Enfield
- Zastava M07
- M40
- M24
- Winchester Model 70.